# Vladimir Furdik

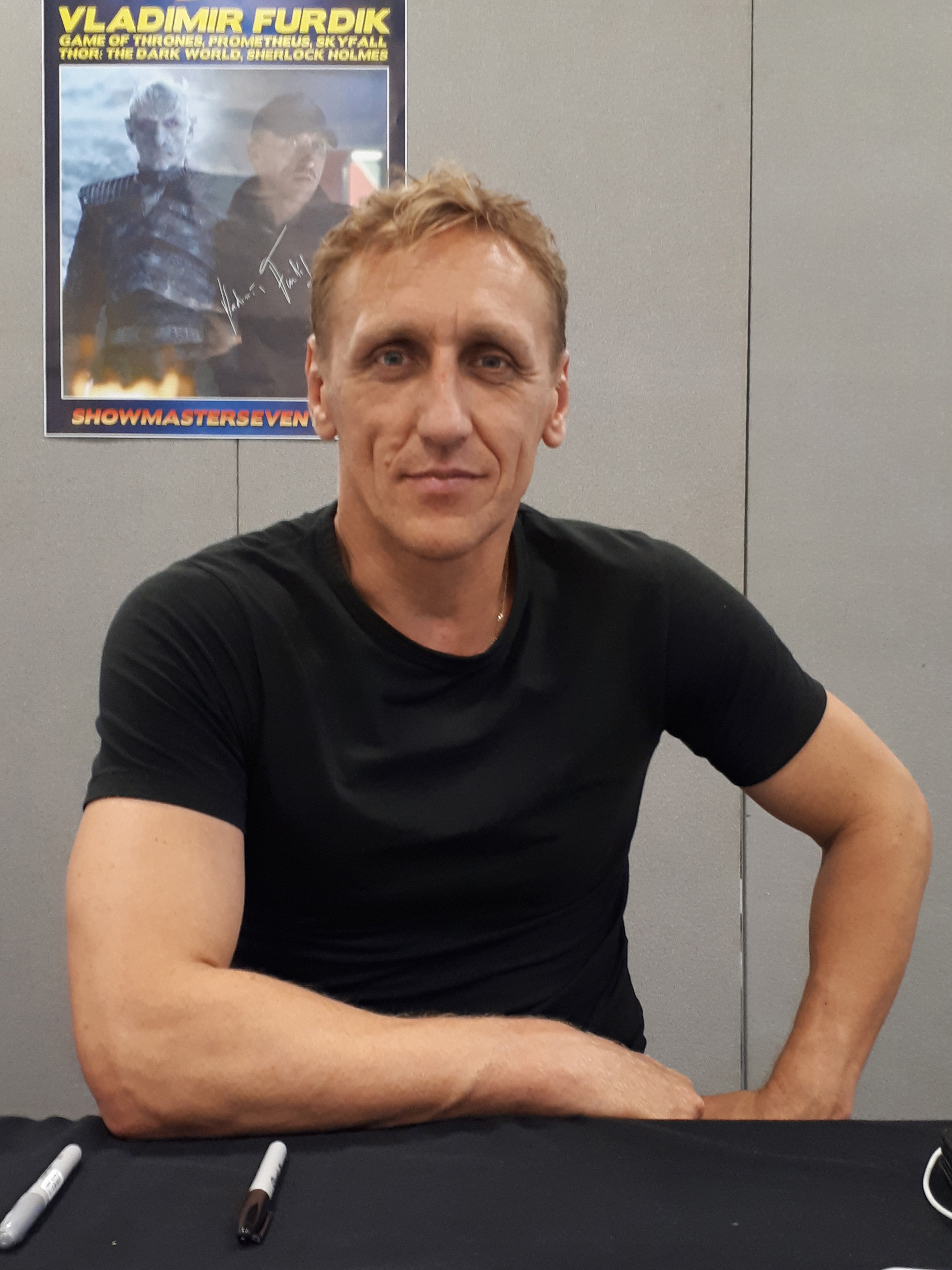

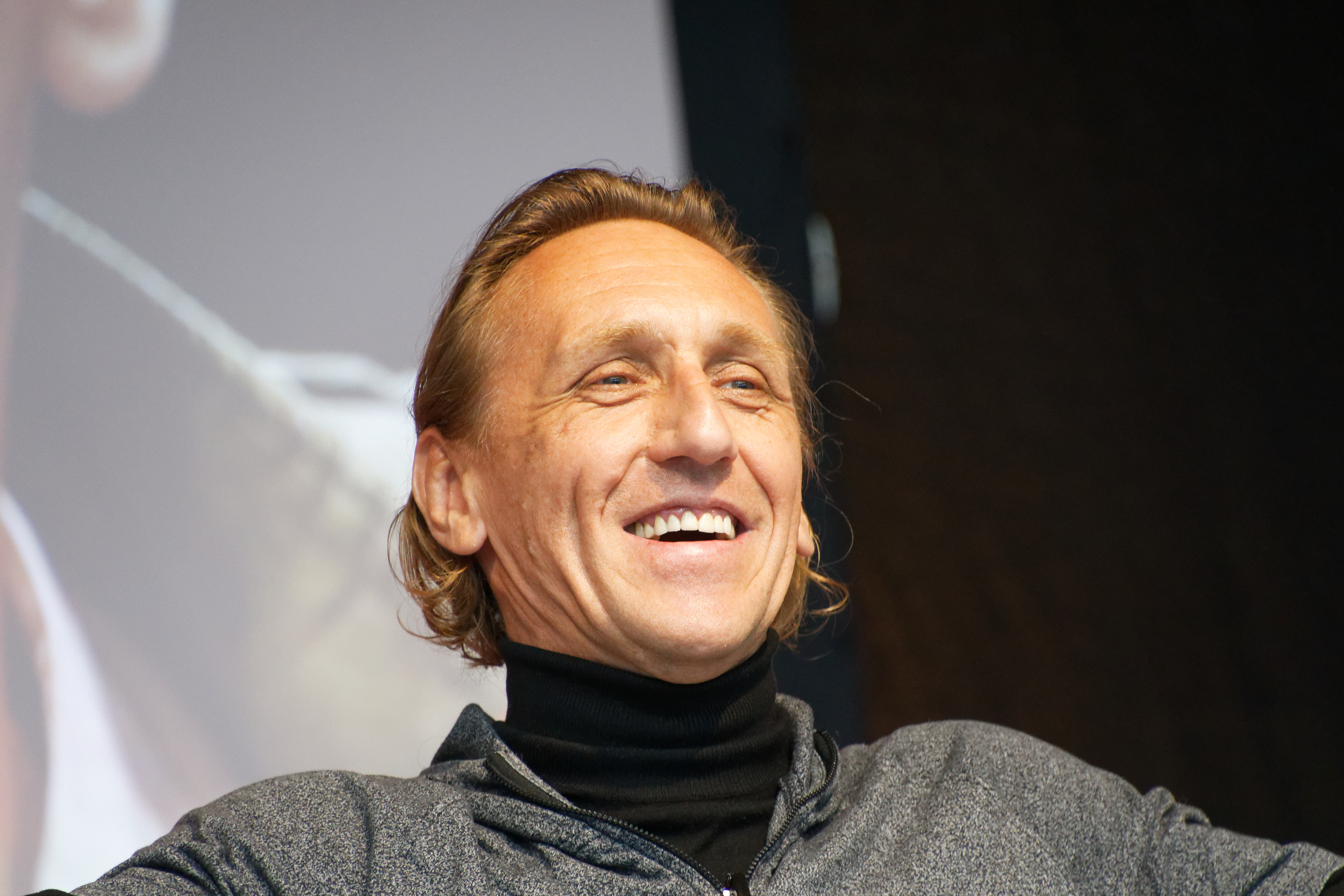
Vladimir Furdik auf der Comic Con Germany 2023 in Stuttgart

Vladimir Furdik (* 1. Juli 1970 in Bratislava) ist ein slowakischer Stuntman und Schauspieler. Bekanntheit erlangte er durch die Rolle des Nachtkönigs (Night King), den er von 2016 bis 2019 in der Fernsehserie Game of Thrones darstellte.

## Werdegang
Vladimir Furdik fand bereits in jungen Jahren sein Interesse am Schauspiel und an Stuntarbeiten. Noch zu Zeiten der Tschechoslowakei war er Mitglied einer Theatergruppe, die traditionelle Kampfkünste auf der Bühne darstellte. 
Seinen ersten Einsatz als Stuntman hatte er im Jahr 1990 in dem Low-Budget-Film Tremors – Im Land der Raketenwürmer. Kurz darauf folgte seine Beteiligung am Film Die drei Musketiere aus dem Jahr 1993. Seine erste darstellende Rolle spielte er 1994 in dem italienischen Märchenfilm Der Ring des Drachen. Weitere Schauspielrollen folgten zunächst in der Miniserie Lady Musketier – Alle für Eine und Die letzte Legion.
Seine weiteren Stuntarbeiten umfassen Im Fadenkreuz – Allein gegen alle, Helena von Troja, Eragon – Das Vermächtnis der Drachenreiter, Die Chroniken von Narnia: Prinz Kaspian von Narnia, Die Mumie: Das Grabmal des Drachenkaisers, Solomon Kane, Robin Hood, Der letzte Tempelritter, Der Adler der neunten Legion, Gefährten, John Carter – Zwischen zwei Welten, Prometheus – Dunkle Zeichen, Snow White and the Huntsman,James Bond 007: Skyfall,  in Thor – The Dark Kingdom als Double von Christopher Eccleston, Noah, Hercules, Exodus oder The Huntsman & The Ice Queen.
Kleinere Filmnebenrollen übernahm Furdik in Die letzte Legion, Prince of Persia: Der Sand der Zeit, Sherlock Holmes: Spiel im Schatten und Prometheus – Dunkle Zeichen, bevor er ab 2015 zunächst Stuntarbeiten bei der Serie Game of Thrones übernahm, unter anderem für Kampfszenen. Nachdem der Schauspieler Richard Brake nach zwei Auftritten in der vierten und fünften Staffel in der Rolle des Nachtkönigs nicht zur Verfügung stand, übernahm Furdik die Rolle und spielte sie ab 2016 bis zum Figurentod in der finalen achten Staffel 2019.
2018 gab Furdik an, dass er an der Netflix-Serie The Witcher als Kampfchoreograf und als Trainer der Kampfszenen für die Schauspieler tätig sein wird.

## Filmografie (Auswahl)
Stuntarbeiten
- 1990: Tremors – Im Land der Raketenwürmer (Tremors)
- 1993: Die drei Musketiere (The Three Musketeers)
- 1996: Dragonheart
- 1997: Die falsche Prinzessin (La principessa e il povero)
- 2000: Dragonheart – Ein neuer Anfang
- 2001: Uprising – Der Aufstand (Uprising)
- 2001: Im Fadenkreuz – Allein gegen alle (Behind Enemy Lines)
- 2005: Königreich der Himmel (Kingdom of Heaven)
- 2006: Eragon – Das Vermächtnis der Drachenreiter (Eragon)
- 2007: Die letzte Legion (The Last Legion)
- 2007: Der Sternenwanderer (Stardust)
- 2008: Die Chroniken von Narnia: Prinz Kaspian von Narnia (The Chronicles of Narnia: Prince Caspian)
- 2008: Die Mumie: Das Grabmal des Drachenkaisers (The Mummy: Tomb of the Dragon Emperor)
- 2009: Solomon Kane
- 2010: Prince of Persia: Der Sand der Zeit (Prince of Persia: The Sands of Time)
- 2011: Der Adler der neunten Legion (The Eagle)
- 2011: Der letzte Tempelritter (Season of the Witch)
- 2011: Gefährten (War Horse)
- 2012: Sherlock Holmes: Spiel im Schatten (Sherlock Holmes: A Game of Shadows)
- 2012: John Carter – Zwischen zwei Welten (John Carter)
- 2012: Prometheus – Dunkle Zeichen (Prometheus)
- 2012: Snow White and the Huntsman
- 2012: James Bond 007: Skyfall
- 2013: Spartacus (Fernsehserie, 3 Episoden)
- 2013: Thor – The Dark Kingdom (Thor: The Dark World)
- 2014: Noah
- 2014: Hercules
- 2014: Exodus: Götter und Könige (Exodus: Gods and Kings)
- 2015–2019: Game of Thrones (Fernsehserie, 16 Episoden)
- 2016: The Huntsman & The Ice Queen
- 2019: The Witcher (Fernsehserie, 8 Episoden)
- 2021: The Last Duel
- 2022: The Princess
- 2022: Headhunters (Fernsehserie, 6 Episoden)

Schauspiel
- 1994: Der Ring des Drachen (Desideria e l’anello del drago)
- 1997: V zajatí lásky
- 2000: Dragonheart – Ein neuer Anfang (Dragonheart: A New Beginning)
- 2004: Lady Musketier – Alle für Eine (La Femme Musketeer, Miniserie, 2 Episoden)
- 2007: Die letzte Legion (The Last Legion)
- 2010: Prince of Persia: Der Sand der Zeit (Prince of Persia: The Sands of Time)
- 2011: Sherlock Holmes: Spiel im Schatten (Sherlock Holmes: A Game of Shadows)
- 2012: Prometheus – Dunkle Zeichen (Prometheus)
- 2016–2019: Game of Thrones (Fernsehserie, 5 Episoden)
- 2020: Strike Back (Fernsehserie, Episode 8x04)
- 2022: The Princess